# 吴家店镇 (金寨县)
吴家店镇，是中华人民共和国安徽省六安市金寨县下辖的一个乡镇级行政单位。

## 行政区划
吴家店镇下辖以下地区：
吴家店村、飞机场村、东高村、光明村、吴畈村、太平山村、松子关村、古堂村、包畈村、西庄村、长源村、石佛村和竹根河村。